# Vattnets form
Vattnets form är en roman av Andrea Camilleri, utgiven i Italien år 1994. Italienska originalets titel är La forma dell'acqua. Barbro Andersson översatte romanen till svenska 2000. Romanen är den första i serien om Kommissarie Montalbano och har även filmats för TV.

## Handling
Den kände och beundrade ingenjör Luparello hittas död i sin bil. Som det ser ut har han avlidit av en hjärtinfarkt vid samlag. Det råder inget tvivel om att den sjuklige mannen dött en naturlig död men Montalbano funderar mycket över de omständigheter under vilka han dog. En mängd frågor hopas även då Montalbano intervjuar den dödes rådiga och klarsynta hustru. Under utredningen möter Montalbano även den dödes hängivne systerson Giorgio samt den vackra svenska Ingrid Sjöström, som kommer att bli en återkommande figur i följande romaner. Bland övriga personer som introduceras i denna första roman om den italienske kommissarien finns även Montalbanos flickvän Livia, hans kollegor Fazio, Galluzzo och Augello, doktor Pasquano, teknikern Jacomuzzi, journalisten Zito samt Montalbanos hushållerska Adelina. 

## Utgåvor
- Camilleri, Andrea - Vattnets form, Fischer & Co, Stockholm 2000.